# Juan Ruiz (Dichter)

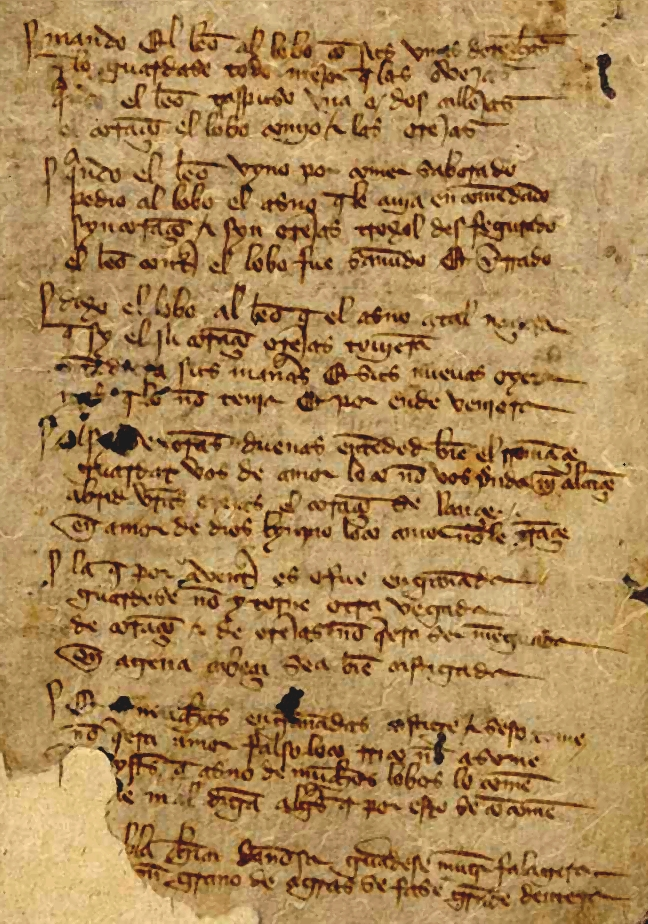
Manuskript T, Biblioteca Nacional de España.

Juan Ruiz (* angeblich um 1283 oder um 1295 in Alcalá de Henares; † um 1351), genannt Arcipreste de Hita (‚Erzpriester von Hita‘), war ein spanischer Priester und Dichter, der als Autor des Libro de buen amor gilt, einem zentralen Werk der spanischen Literaturgeschichte.

## Hintergrund
Zum Leben und Wirken des Dichters gibt es keine verlässlichen Angaben.
Er wurde von dem Historiker Emilio Sáez als Juan Ruiz de Cisneros (1295/1296–1351/1352) identifiziert, der seine Forschungen unter anderem in den Vatikanischen Geheimarchiven und dem Colegio de Españia in Bolonia durchführte. Der Verfasser der Verse gab in dem Gedicht selbst an, dass er Erzpriester von Hita sei, einer Stadt in der heutigen Provinz  Guadalajara. Nach den Erkenntnissen von Emilio Sáez pflegten die Cisneros gute Beziehungen zu Gil de Albornoz, dem Erzbischofs von Toledo, der als Beschützer von Juan Ruiz galt. Im Jahr 1343 soll er die Ernennung von Ruiz zum Kanoniker in Calahorra beantragt haben.

## El Libro de buen amor
Die in späteren Zeiten unter dem Titel El Libro de buen amor (Buch der guten Liebe) veröffentlichte Sammlung der Juan Ruiz zugeschriebenen Verse gelten als bedeutender Beitrag zur spanischen Literaturgeschichte.

### Editionsgeschichte
Von den Texten des Juan Ruiz sind 7173 Verszeilen in drei Manuskripten überliefert, die seit dem 14. Jahrhundert von verschiedenen Schreibern angefertigt wurden. Das erste wurde 1330 beendet (Manuskript G, benannt nach dem ehemaligen Besitzer Benito Martinez Gayoso), das zweite im Jahr 1343 (Manuskript S, vom San Bartolomé College in Salamanca.). Eine weitere Quelle ist das Manuskript T, das zur Bibliothek der Kathedrale von Toledo gehörte.
Die Texte wurden erstmalig 1790 als Poesias del Arcipreste de Hita von Tomás Antonio Sánchez de Uribe (1723–1802) im vierten Band der Colección de poesías castellanas anteriores al siglo XV herausgegeben. Der erst seit Beginn des 20. Jahrhunderts etablierte Titel El Libro de buen amor geht auf Ramón Menéndez Pidal zurück.

### Ausgaben (Auswahl)
- Documenti di Filología 8: Juan Ruiz, Arcipreste de Hita: Libro de buen amor. Kritische Ausgabe von Giorgio Chiarini. Riccardo Ricciardi, Mailand und Neapel, 1964 (spanischer Originaltext mit italienischen Kommentaren).
- Juan Ruiz (Erzpriester von Hita): Buch von guter Liebe. Deutsche Nachdichtung von Alfredo Bauer. Göppinger Arbeiten zur Germanistik, 762. Kümmerle, Göppingen 2011, ISBN 978-3-86758-013-7.

## Erinnerungskultur

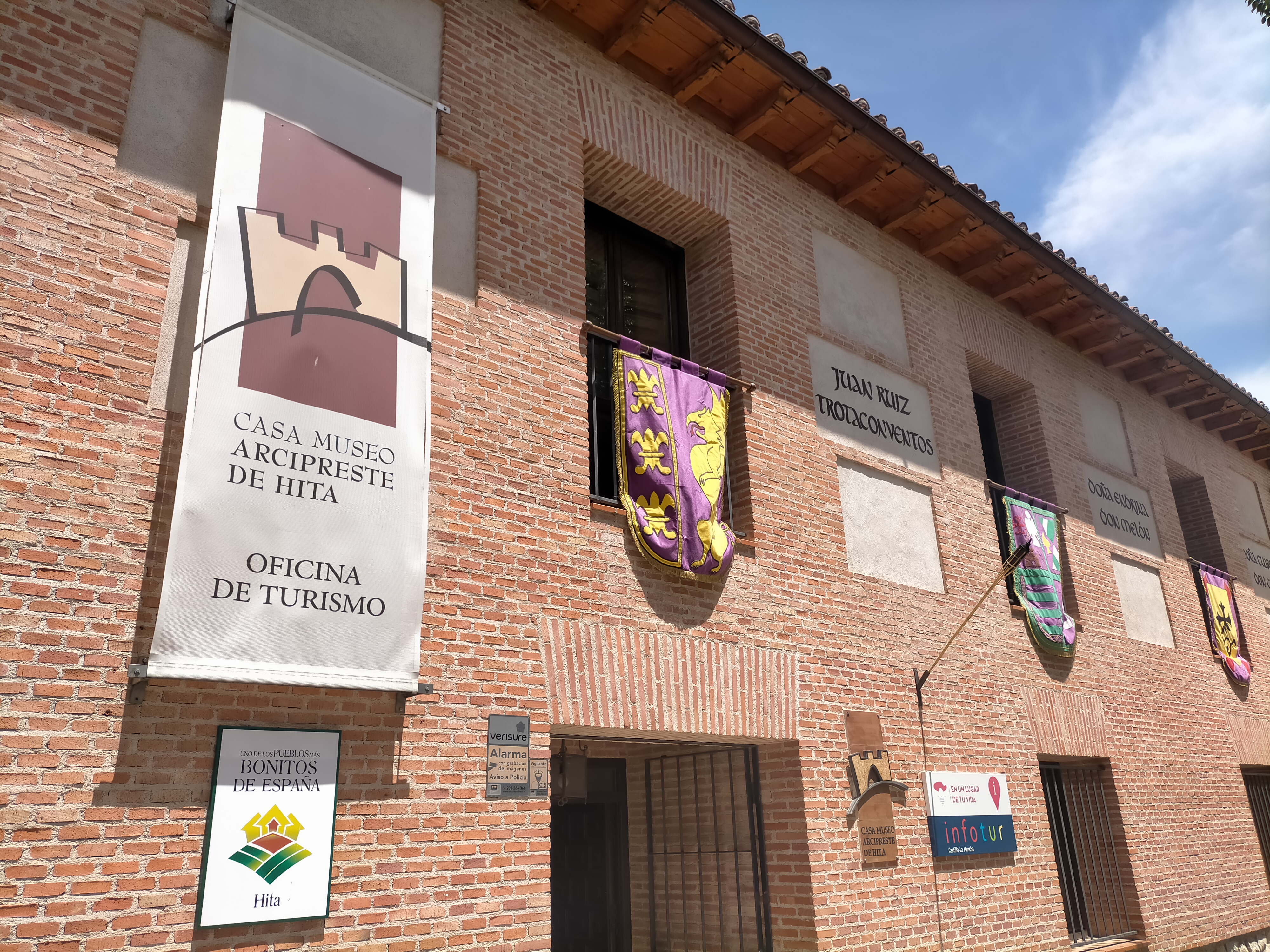
Fassade des Casa-Museo del Arcipreste de Hita (2022)

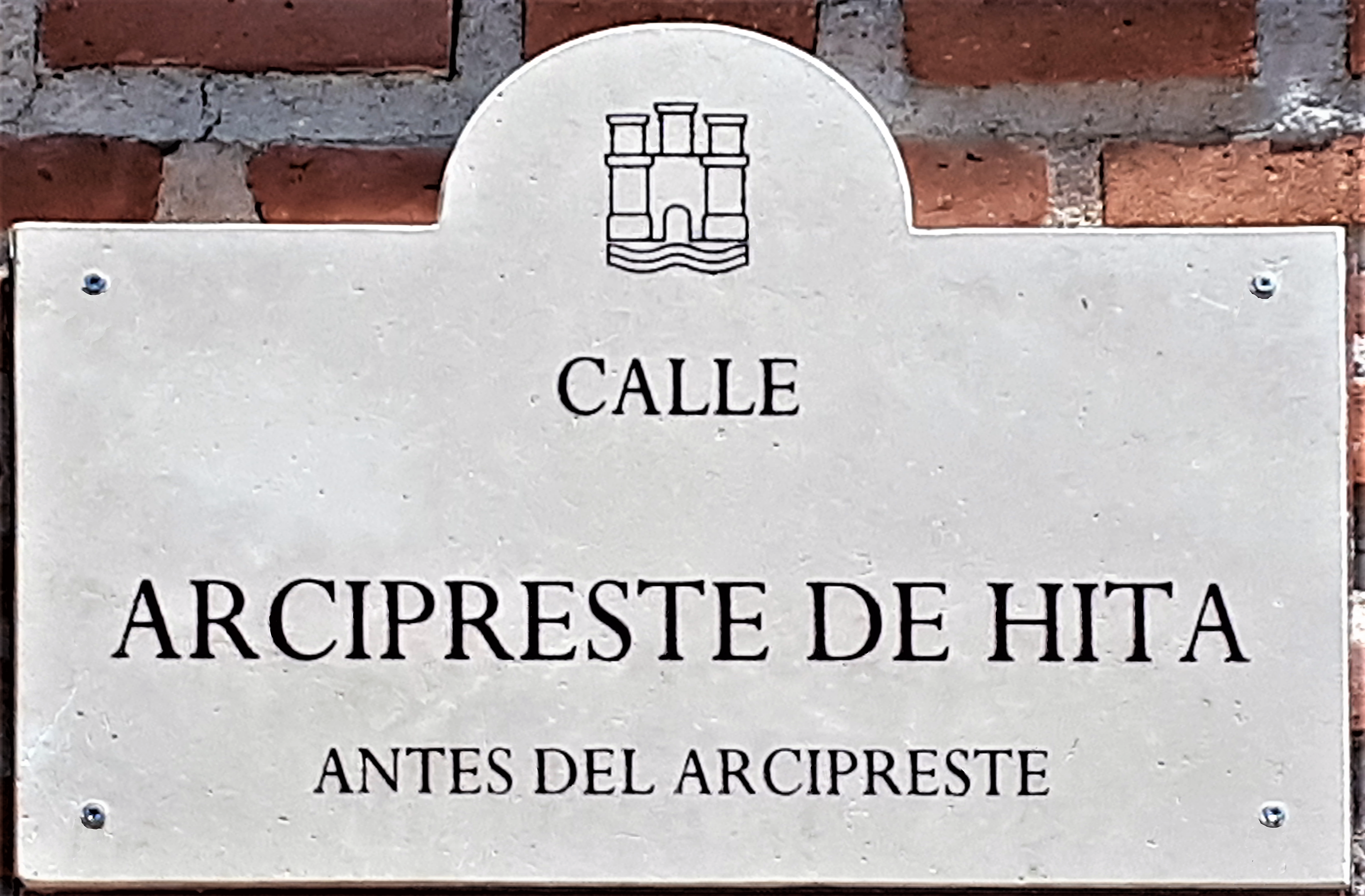
Straßenschild der Calle Arcipreste de Hita in Alcalá de Henares

Seit 1961 veranstaltet die Stadt Hita zu Ehren des Dichters im Sommer das Festival Medieval de Hita mit Ritterspielen, einem Mittelaltermarkt und Theateraufführungen mit szenischen Adaptionen des Libro de buen amor und anderer mittelalterlicher Stoffe.
Das Juan Ruiz gewidmete Casa-Museo del Arcipreste de Hita in Hita beherbergt neben dem städtischen Tourismusbüro mehrere Ausstellungsräume mit Exponaten zum Libro de buen amor.
Die Cátedra de Arcipreste de Hita der Fundación General Universidad de Alcalá (UAH) widmet sich dem Leben und Werk des Dichters und der internationalen Verbreitung aktueller Forschungsergebnisse durch Publikationen und Kongresse.
Alcalá de Henares, der mutmaßliche Geburtsort des Dichters, widmete ihm die Calle Arcipreste de Hita.